# N-Бромсукцинимид
N-Бромсукцинимид (БСИ, NBS) — N-бромимид янтарной кислоты. Бесцветные кристаллы, нерастворимые в воде. Растворим в полярных апротонных растворителях. Широко применяется в синтетической органической химии в качестве бромирующего агента, в кислой среде является источником катионов брома.

## Физические свойства
Плотный белый порошок или кристаллы со слабым запахом брома. Со временем приобретает светло-оранжевый цвет, а запах брома усиливается, ввиду постепенного разложения. Слабо растворим в воде, уксусной кислоте. Растворяется в ацетоне, тетрагидрофуране, диметилформамиде, диметилсульфоксиде, ацетонитриле. Нерастворим в диэтиловом эфире, гексане, четырёххлористом углероде.

## Реакционная способность и применение
NBS реагирует с алкенами 1 в водной среде, давая бромгидрин 2. Чаще всего реакцию осуществляют по частям, присыпая навеску NBS в раствор алкена в 50 % водном DMSO, DME, THF или трет-бутаноле при 0 °C. Образование бромоний-иона и атака интермедиата водой даёт присоединение строго по Марковникову и имеет анти-стереохимическую селективность.
Побочные реакции, включающие образование α-бромо-кетонов и дибромзамещённых соединений, могут быть устранены использованием свежеперекристаллизованного NBS. Используя другие нуклеофилы вместо воды, можно получить другие бифункциональные алканы.

### Аллильное и бензильное бромирование
Стандартные условия использования NBS в аллильном и/или бензильном бромировании включают кипячение с обратным холодильником в безводной среде четырёххлористого углерода, бензола и т. п. с радикальным инициатором — обычно бис-изобутиронитрил или перекисью бензоила при облучении — оба способа сразу приводят к образованию радикала. Аллильные и бензильные интермедиаты образующиеся в ходе реакции, более стабильны, чем другие углеродные радикалы и основными продуктами являются аллил- или бензилбромиды. Как, например, в реакции Воля-Циглера:
Четырёххлористый углерод должен быть сухим на протяжении реакции, так как присутствие воды может гидролизовать необходимый продукт. Для поддержания сухости и нейтральной кислотности часто добавляют карбонат бария.
В вышеприведенной реакции при возможности образования аллильного или метилзамещённого, образуется аллильный продукт замещённый в 4-е положение.

### Бромирование карбонильных производных
NBS может ввести атом брома в α-положение карбонильного соединения как по радикальному механизму, так и с помощью кислотного катализа. Например, гексаноилхлорид 1 может быть бромирован в α-положение NBS при кислотном катализе.
Реакция енолятов, енольных эфиров или енолацетатов с NBS — предпочтительный метод для α-бромирования из-за высоких выходов и малого количества побочных продуктов.

### Бромирование ароматических соединений
Активированные электродонорными заместителями ароматические соединения (например фенолы, анилины и гетероциклы) могут быть бромированы при использовании NBS. Использование DMF как растворителя обеспечивает селективное бромирование по пара-положению.

### Перегруппировка Гоффмана
NBS в присутствии сильных оснований, таких как DBU (Диазабициклоундецен), реагирует образуя карбаматы через перегруппировку Гоффмана.

### Селективное окисление спиртов
В некоторых случаях N-бромсукцинимид способен окислять спирты. Кори обнаружил случай селективного окисления вторичной спиртовой группы в присутствии первичной, используя NBS в водном диметоксиэтане (диглиме).

## Методы синтеза и очистки
N-Бромсукцинимид синтезируют бромированием сукцинимида, при этом бромирование может производиться как действием брома на сукцинимид в присутствии щелочи (лабораторный метод):
,
так и бромированием сукцинимида в разбавленной серной кислоте в присутствии бромида натрия (промышленный метод).
N-Бромсукцинимид также может быть синтезирован электролизом водного раствора сукцинимида и NaBr.

### Хранение
При хранении NBS постепенно выделяется бром, что приводит к неожиданным результатам реакций. Реактив очищают обычно перекристаллизацией из воды при 75-80 °C (200 грамм NBS на 2,5 литра воды) или уксусной кислоты; из нитрометана он кристаллизуется без разложения.
Хранят NBS в холодильнике в отсутствие воды. Его преимущество перед бромом в безопасности хранения, тем не менее, все операции с ним проводятся в вытяжном шкафу из-за опасности отравления бромом.